# Chromatomyia scabiosella
Chromatomyia scabiosella är en tvåvingeart som beskrevs av Beiger 2001. Chromatomyia scabiosella ingår i släktet Chromatomyia och familjen minerarflugor.
Artens utbredningsområde är Polen. Inga underarter finns listade i Catalogue of Life.